# Yhä Hämärää
Yhä Hämärää, de 2005, é um disco da banda finlandesa Paavoharju.

## Faixas
1. "Ikuisuuden maailma"
2. "Valo tihkuu kaiken läpi" (A luz se infiltra por todos os lugares)
3. "Kuu lohduttaa huolestuneita" (A lua conforta os que tem problemas)
4. "Syvyys" (A profundeza)
5. "Puhuri"
6. "Ilmaa virtaa"
7. "Aamuauringon tuntuinen" (Como o sol da manhã)
8. "Vitivalkoinen"
9. "Kuljin kauas" (Eu viajei ao longe)
10. "On yhä hämärää"
11. "Musta katu" (Rua escura)

## Créditos

### Banda
- Johannes Pitkänen
- Lauri Ainala
- Olli Ainala
- Jenni Koivistoinen
- Toni Kähkönen
- Antti Lind
- Joose Keskitalo
- Lari Lätti

### Capa
- Jenni e Lauri
- Layout final por Sami Sänpäkkilä

### Outros
- Sami Sänpäkkilä (masterização)
- Soila Virtanen (vocais em Ilmaa virtaa e Vitivalkoinen)
- Jesse Hokkanen (material sonoro)